# Acrocercops nitidula
Acrocercops nitidula là một loài bướm đêm thuộc họ Gracillariidae. Nó được tìm thấy ở Tây Bengal, Ấn Độ. Nó được miêu tả bởi Edward Meyrick năm 1919.